# Église Saint-Job de Melen
L'église Saint-Job de Melen est une église située à Melen (Soumagne), en Belgique. La bâtisse actuelle a été construite entre 1761 et 1762 et elle est classée depuis 1974.

## Origines
La date de construction du premier bâtiment religieux de Melen est inconnue mais une chapelle a probablement été construite au cours du IXe siècle. En effet, il semble, selon les archives, qu'une chapelle dédiée à Saint-Martin a existé à Melen au cours de ce siècle, chapelle créée par la paroisse de Melen,,,.
Cette chapelle a été remplacée au XIe ou XIIe siècle par une église à une seule nef, probablement de style roman.
Cette église est en mauvais état en 1428. Au début du XVe siècle, elle est remplacée par une autre construction, de style gothique. Cette construction qui comporte trois nefs est aussi dédiée à saint martin, mais une dédicace à Saint Job prend effet à la fin du XVIe siècle, ce culte s'étant développé à la suite des épidémies de peste des années 1560.
Quelques travaux ont eu lieu sur la toiture des petites nefs dès la fin du XVIIe siècle.
Aux alentours de 1720, plusieurs écrits démontrent le mauvais état du bâtiment, notamment la tour qui s'écroule en 1716,.

## Historique
En août 1761, à la suite d'un investissement du chapitre de l'église Saint-Denis, la reconstruction de l'église a lieu, y compris le chœur, à l'emplacement de l'ancienne église, les travaux se poursuivant jusqu'en novembre 1762,. Les paroissiens prennent en charge quant à eux la reconstruction de la tour.
Les deux cloches de l'ancienne église ayant été replacées dans le nouveau clocher, la messe est dite dans une salle du Château de Haute Melen, durant la poursuite des travaux,.
En 1869, le curé Spits met en place trois nouvelles cloches. Les deux plus grosses sont enlevées par les Allemands durant la Seconde Guerre mondiale, lesquelles ne seront remplacées qu'en 1954, sous le curé Thomsin.
Cette église, dédiée au seul Saint Job, est classée depuis 1974.

## Architecture
De style renaissance, l'église de Melen est bâtie selon les plans de l'architecte Barthélemi Digneffe : une tour carrée, trois nefs et un chœur, construits en briques et pierre calcaire pour les angles et les baies et en moellons pour la base de la tour.
Selon une autre source, l'église actuelle est de style baroque simple.

## Mobilier

### Chaire de vérité
Une chaire de vérité est de style Louis XIII alors que les confessionnaux sont de style régence.

### Maître-autel
Le maître-autel daté de 1783 est une œuvre du liégeois I. Lecrenier.

### Statues
Plusieurs statues, dont la Vierge à l'Enfant, ont été sculptées par les frères Tombay de Liège au milieu du 19e siècle. 

### Orgues
Le buffet de l'orgue et le grand orgue sont des œuvres de Dieudonné Comblain, construites en 1845, tout comme le clavier construit à Blegny la même année,. Le positif de l'orgue a été ajouté en 1865 par Pereboom-Leyser de Maastricht.

### Note
1. ↑  La paroisse est citée dès le 10 juin 873, dans une charte où le roi Louis le Germanique cite les biens que lui et son frère, Lothaire Ier, léguent au monastère de Stavelot.